# Climatología histórica

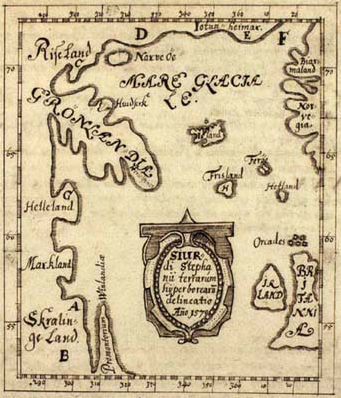
Mapa de la América nórdica de Skálholt del siglo XVI

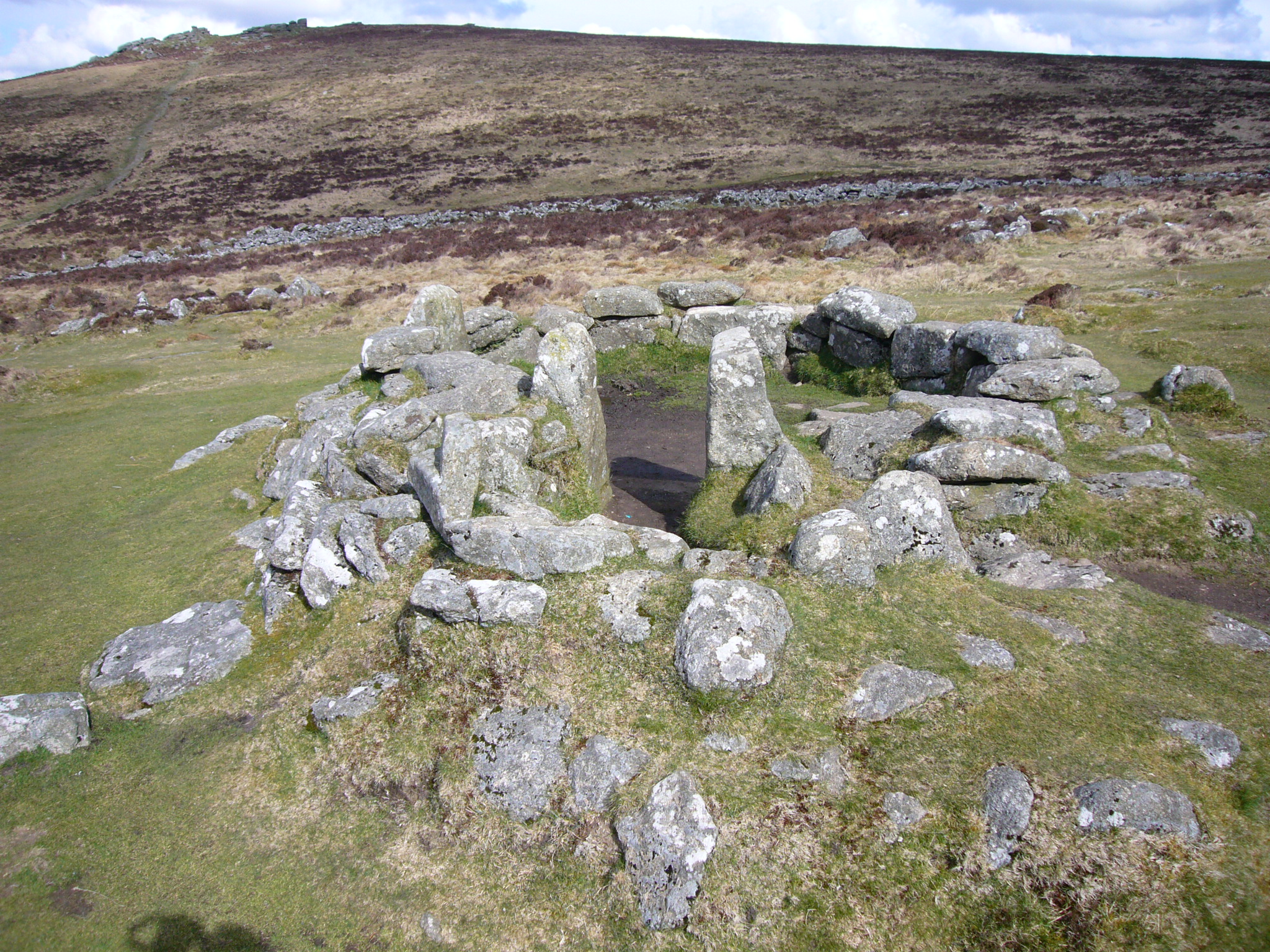
Uno de los círculos de la cabaña de Grimspound

La climatología histórica es el estudio de los cambios históricos del clima y su efecto en la civilización desde el surgimiento de los homininos hasta la actualidad. Esto difiere de la paleoclimatología, que abarca el cambio climático a lo largo de toda la historia de la Tierra. Estos impactos históricos del cambio climático pueden mejorar la vida humana y hacer que las sociedades prosperen, o pueden contribuir al colapso social de la civilización. El estudio busca definir períodos en la historia humana donde la temperatura o la precipitación variaron de lo que se observa en la actualidad.
Las fuentes primarias incluyen registros escritos como sagas, crónicas, mapas y literatura de historia local, así como representaciones pictóricas como pinturas, dibujos e incluso arte rupestre. El registro arqueológico es igualmente importante para establecer evidencia de asentamientos y uso del agua y la tierra.

## Técnicas
En las sociedades alfabetizadas, los historiadores pueden encontrar evidencia escrita de variaciones climáticas a lo largo de cientos o miles de años, como registros fenológicos de procesos naturales, por ejemplo registros vitivinícolas de fechas de cosecha de uva. En sociedades prealfabetizadas o analfabetas, los investigadores deben recurrir a otras técnicas para encontrar evidencia de diferencias climáticas históricas.
Los niveles de población pasados y las áreas habitables de humanos o plantas y animales pueden usarse para encontrar evidencia de diferencias pasadas en el clima de la región. La palinología, el estudio de los pólenes, permite no sólo mostrar la distribución de las plantas y reconstruir su posible ecología, sino también estimar la cantidad de precipitación en un período de tiempo determinado, basándose en la abundancia de polen en esa capa de sedimento o hielo. La distribución de diatomeas en sedimentos también se puede utilizar para examinar los cambios en la salinidad y el clima a lo largo de eras geológicas.

## Papel en la evolución humana
Los cambios en el clima del este de África se han asociado con la evolución de los homínidos. Los investigadores han propuesto que el entorno regional pasó de una selva húmeda a pastizales más áridos debido al levantamiento tectónico  y a cambios en patrones más amplios de circulación atmosférica y oceánica. Se cree que este cambio ambiental obligó a los homínidos a evolucionar para vivir en un entorno tipo sabana. Algunos datos sugieren que este cambio ambiental provocó el desarrollo de las características de los homínidos modernos; sin embargo, existen otros datos que muestran que los cambios morfológicos en los primeros homínidos ocurrieron mientras la región aun estaba cubierta de bosques. Es probable que se produjera un rápido levantamiento tectónico a principios del Pleistoceno, modificando la elevación local y reorganizando ampliamente los patrones regionales de circulación atmosférica. Esto puede correlacionarse con la rápida evolución de los homínidos del período Cuaternario. Los cambios en el clima hace 2,8, 1,7 y 1,0 millones de años se correlacionan bien con las transiciones observadas entre las especies de homínidos reconocidas. Es difícil diferenciar la correlación de la causalidad en estas reconstrucciones paleopantropológicas y paleoclimatológicas, por lo que estos resultados deben interpretarse con cautela y relacionarse con las escalas de tiempo e incertidumbres apropiadas.

## Glaciaciones
La erupción del supervolcán Toba, hace 70.000 a 75.000 años, redujo la temperatura media global en varios grados centígrados durante años y puede haber desencadenado una edad de hielo. Se ha postulado que esto creó un cuello de botella en la evolución humana. Un efecto mucho más pequeño pero similar ocurrió después de la erupción del Krakatoa en 1883, cuando las temperaturas globales disminuyeron durante años.
Antes del retroceso de los glaciares a principios del Holoceno (~9600 a. C.), las capas de hielo cubrían gran parte de las latitudes septentrionales y los niveles del mar eran mucho más bajos que en la actualidad. El comienzo de nuestro actual período interglacial parece haber ayudado a impulsar el desarrollo de la civilización humana.

## Papel en la migración humana y la agricultura
El cambio climático se ha vinculado a la migración humana desde finales del Pleistoceno hasta principios del siglo XXI. El efecto del clima sobre los recursos disponibles y las condiciones de vida, como los alimentos, el agua y la temperatura, impulsó el movimiento de las poblaciones y determinó la capacidad de los grupos para iniciar un sistema de agricultura o continuar con un estilo de vida de recolección.
Grupos como los habitantes del norte de Perú y el centro de Chile, los saqqaq en Groenlandia, las tribus nómadas euroasiáticas en la China histórica, y la cultura natufiense en el Levante muestran reacciones migratorias debido al cambio climático.

### Más descripciones de casos específicos
En el norte de Perú y el centro de Chile, el cambio climático se cita como la fuerza impulsora de una serie de patrones migratorios desde aproximadamente 15 000 a. C. hasta aproximadamente 4 500 a. C. Entre 11 800 a. C. y 10 500 a. C. la evidencia sugiere una migración estacional de elevaciones altas a bajas por parte de los nativos, mientras que las condiciones permitieron que persistiera un ambiente húmedo en ambas áreas. Alrededor del año 9.000 a. C. los lagos que periódicamente servían de hogar a los indígenas se secaron y quedaron abandonados hasta el año 4 500 a. C. Este periodo de abandono es un segmento en blanco del registro arqueológico conocido como el silencio arqueológico. Durante este receso no existe evidencia de actividad de los nativos en la zona de los lagos. La correlación entre el clima y los patrones migratorios lleva a los historiadores a creer que los nativos de Chile central favorecían áreas húmedas y de baja elevación, especialmente durante períodos de mayor aridez.
Los diferentes habitantes de Groenlandia, específicamente en el oeste, migraron principalmente en respuesta al cambio de temperatura. El pueblo Saqqaq llegó a Groenlandia alrededor de hace 4.500 años y experimentó una variación moderada de temperatura durante los primeros 1.100 años de ocupación; cerca de hace 3.400 años comenzó un período de enfriamiento que los empujó a los hacia el oeste. Una fluctuación de temperatura similar ocurrió alrededor de hace 2.800 años que llevó al abandono de la región habitada de Saqqaq; este cambio de temperatura fue una disminución de aproximadamente 4 °C durante 200 años. Tras el dominio de Saqqaq, otros grupos, como los de la cultura Dorset, habitaron el oeste de Groenlandia; los dorset eran cazadores que tenían herramientas adaptadas al entorno más frío. Parecen haber abandonado la región alrededor del año 2.200 antes de Cristo sin una conexión clara con el entorno cambiante. Después de los dorset, los vikingos comenzaron a aparecer alrededor de 1.100 antes de Cristo en el oeste de Groenlandia durante un período de calentamiento significativo. Sin embargo, se cree que una marcada disminución de la temperatura a partir de 850 a. C., de unos 4 °C en 80 años, contribuyó a la desaparición de la ocupación nórdica inicial en el oeste de Groenlandia..
En la China histórica, durante los últimos 2.000 años, los patrones de migración se han centrado en los cambios de precipitaciones y las fluctuaciones de temperatura. Los pastores se desplazaban para alimentar al ganado que cuidaban y para buscar alimento para sí mismos en zonas más abundantes. Durante los períodos secos o fríos, el estilo de vida nómada se hizo más frecuente porque los pastores buscaban terrenos más fértiles. La precipitación fue un factor más determinante que la temperatura en términos de sus efectos sobre la migración. La tendencia migratoria de los chinos mostró que los pastores del norte se vieron más afectados por la fluctuación de las precipitaciones que los nómadas del sur. En la mayoría de los casos, los pastores migraron más al sur durante los cambios en las precipitaciones. Estos movimientos no fueron clasificados por un gran evento o una era específica de movimiento; más bien, la relación entre el clima y la migración nómada es relevante desde "una perspectiva de largo plazo y en una gran escala espacial".
La población natufiense del Levante estuvo sujeta a dos grandes cambios climáticos que influyeron en el desarrollo y separación de su cultura. Como consecuencia del aumento de la temperatura, hace aproximadamente 13.000 años se produjo la expansión de los bosques mediterráneos; con la cual se produjo un cambio hacia un modo de alimentación sedentario adoptado por la población circundante. De esta manera se realizó una migración hacia los bosques de mayor altitud, que se mantuvo constante durante casi 2.000 años. Esta era terminó cuando el clima se volvió más árido y el bosque mediterráneo se redujo hace 11.000 años. Tras este cambio, algunas de las poblaciones natufianas que se encontraban más cerca de las tierras sostenibles pasaron a adoptar un estilo de vida agrícola; las tierras sostenibles estaban principalmente cerca de fuentes de agua. Los grupos que no residían cerca de un recurso estable volvieron a la alimentación nómada que prevalecía antes de la vida sedentaria.

## Sociedades históricas y prehistóricas
El ascenso y la caída de las sociedades se han vinculado a menudo con factores ambientales.
La evidencia de un clima cálido en Europa, por ejemplo, proviene de estudios arqueológicos de asentamientos y agricultura en la Edad del Bronce Temprano en altitudes que ahora están fuera del cultivo, como Dartmoor, Exmoor, el Distrito de los Lagos y los Peninos en Gran Bretaña. Sin embargo, el clima parece haberse deteriorado hacia la Edad del Bronce Final. En estas zonas, hoy salvajes e inhabitables, se han encontrado asentamientos y límites de campos a gran altura. Grimspound en Dartmoor está bien conservado y muestra los restos en pie de un extenso asentamiento en un entorno ahora inhóspito.
Algunas partes del actual desierto del Sahara pueden haber estado pobladas cuando el clima era más frío y húmedo, a juzgar por el arte rupestre y otros signos de asentamiento en el África central y septentrional prehistórica.

### Crecimiento social y urbanización
Aproximadamente un milenio después de que el aumento del nivel del mar se desacelerara siete mil años, muchos centros urbanos costeros adquirieron importancia en todo el mundo. Se ha planteado la hipótesis de que esto está correlacionado con el desarrollo de entornos y ecosistemas costeros estables y un aumento de la productividad marina (también relacionado con un aumento de las temperaturas), lo que proporcionaría una fuente de alimento para las sociedades urbanas jerárquicas.

### Colapso social

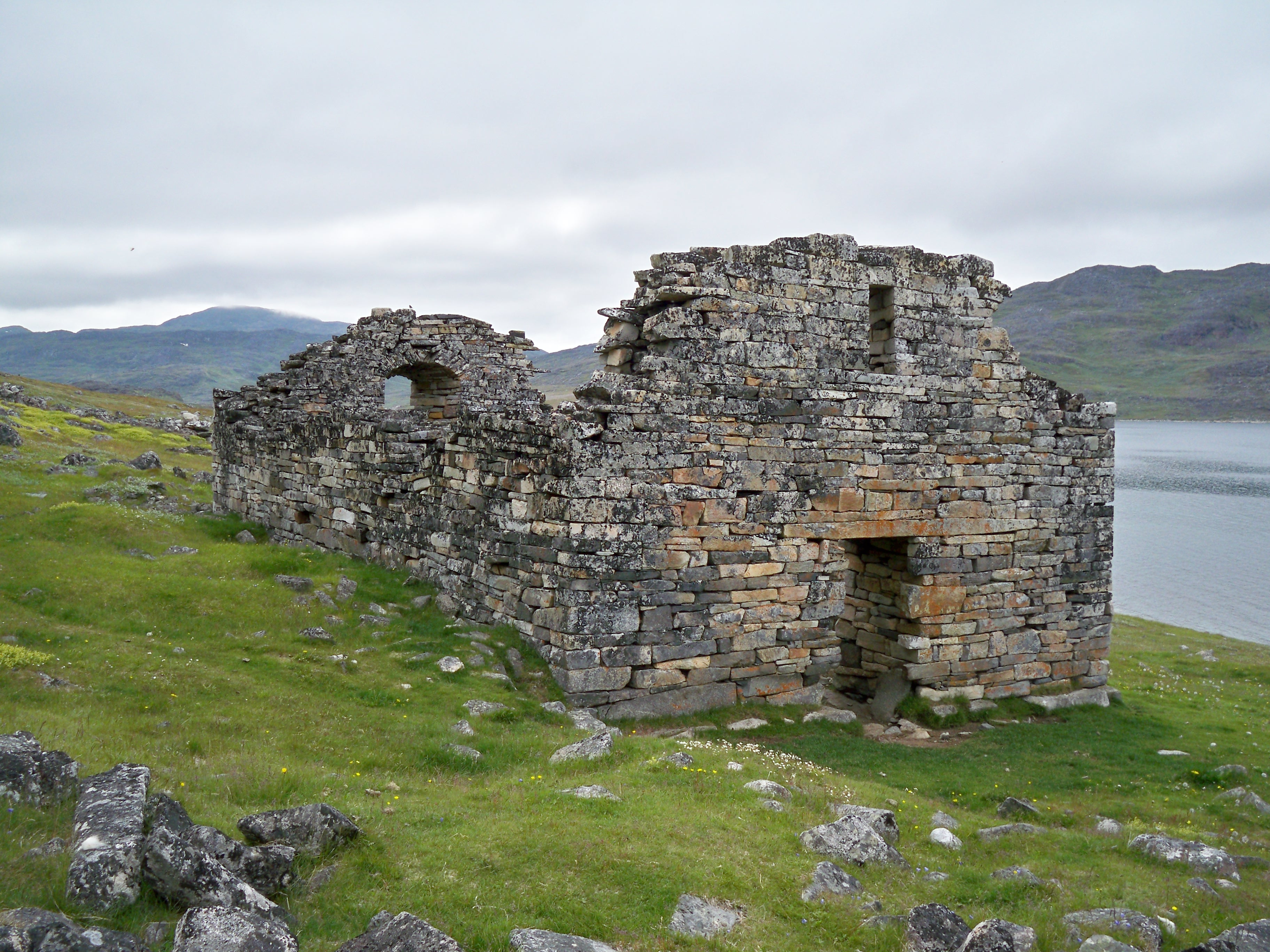
Los últimos registros escritos de los groenlandeses nórdicos son de un matrimonio de 1408 en la iglesia de Hvalsey. —Hoy en día la ruina nórdica mejor conservada.

El cambio climático se ha asociado con el colapso histórico de civilizaciones, ciudades y dinastías. Ejemplos notables de esto incluyen a los Anasazi, los mayas clásicos, la cultura de Harappa, los hititas y el Antiguo Egipto. Otras comunidades más pequeñas, como el asentamiento vikingo de Groenlandia  también sufrieron un colapso, siendo el cambio climático un factor contribuyente sugerido.
Hay dos métodos propuestos para el colapso del Clásico Maya: ambiental y no ambiental. El enfoque ambiental utiliza evidencia paleoclimática para demostrar que los movimientos en la zona de convergencia intertropical probablemente causaron sequías severas y prolongadas durante algunos períodos de tiempo al final del registro arqueológico de los mayas clásicos. El enfoque no ambiental sugiere que el colapso podría deberse a las crecientes tensiones de clase asociadas con la construcción de arquitectura monumental y la correspondiente decadencia de la agricultura, el aumento de las enfermedades, y el aumento de las guerras internas.
Las civilizaciones de Harappa y el Indo se vieron afectadas por la sequía hace 4.500–3.500 años. Es probable que una disminución de las precipitaciones en Oriente Medio y el norte de la India (entre 3.800 y 2.500 h.) haya afectado a los hititas y al antiguo Egipto.

### Periodo cálido medieval
El período cálido medieval fue una época de clima cálido entre aproximadamente el año 800 y el 1300 d. C., durante el período medieval europeo. La evidencia arqueológica respalda los estudios de las sagas nórdicas que describen el asentamiento de Groenlandia en el siglo IX d. C. en tierras hoy en día totalmente inadecuadas para el cultivo. Por ejemplo, las excavaciones en un asentamiento han demostrado la presencia de abedules durante el período vikingo temprano. En el caso de los nórdicos, el período cálido medieval estuvo asociado con la era nórdica de exploración y colonización del Ártico, y los períodos más fríos posteriores llevaron a la decadencia de esas colonias. El mismo período registra el descubrimiento de una zona llamada Vinland, probablemente en América del Norte, que también pudo haber sido más cálida que en la actualidad, a juzgar por la supuesta presencia de vides.

## Pequeña Edad de Hielo
Ejemplos posteriores incluyen la Pequeña Edad de Hielo, bien documentada mediante pinturas, documentos (como diarios) y eventos como las ferias sobre el hielo del río Támesis celebradas en lagos y ríos congelados en los siglos XVII y {{siglo|XVII}I}. El río Támesis se hizo más angosto y fluyó más rápido después de que se demoliera el viejo Puente de Londres en 1831, y el río fue represado en etapas durante el siglo XIX, lo que hizo que fuera menos propenso a congelarse.
La Pequeña Edad de Hielo trajo inviernos más fríos a algunas partes de Europa y América del Norte. A mediados del siglo XVII, los glaciares de los Alpes suizos avanzaron, arrasando gradualmente granjas y aplastando pueblos enteros. El río Támesis y los canales y ríos de los Países Bajos a menudo se congelaban durante el invierno, y la gente patinaba e incluso celebraba ferias sobre el hielo. La primera feria del hielo del Támesis fue en 1607, la última en 1814, aunque los cambios en los puentes y la adición de un terraplén afectaron el flujo y la profundidad del río, disminuyendo la posibilidad de heladas. La congelación del Cuerno de Oro y de la sección sur del Bósforo tuvo lugar en 1622. En 1658, un ejército sueco marchó a través del Gran Belt hacia Dinamarca para invadir Copenhague. El mar Báltico se congeló, lo que permitió realizar viajes en trineo desde Polonia a Suecia, y en el camino se construyeron posadas estacionales. El invierno de 1794/1795 fue particularmente duro porque el ejército de invasión francés bajo el mando de Jean-Charles Pichegru pudo marchar sobre los ríos helados de los Países Bajos, mientras que la flota holandesa estaba atrapada en el hielo en el puerto de Den Helder. En el invierno de 1780, el puerto de Nueva York se congeló, lo que permitió a la gente caminar desde Manhattan hasta Staten Island. El hielo marino que rodeaba Islandia se extendía por kilómetros en todas direcciones, cerrando los puertos de la isla al transporte marítimo.
Los severos inviernos afectaron la vida humana de maneras grandes y pequeñas. La población de Islandia se redujo a la mitad, pero quizás esto también se debió a la fluorosis causada por la erupción del volcán Laki en 1783. Islandia también sufrió pérdidas en las cosechas de cereales y la gente abandonó la dieta basada en granos. Las colonias nórdicas en Groenlandia murieron de hambre y desaparecieron (hacia el siglo XV) porque las cosechas fallaron y el ganado no pudo sobrevivir a inviernos cada vez más duros, aunque Jared Diamond señaló que antes de eso ya habían excedido la capacidad de carga agrícola. En América del Norte, los indios americanos formaron ligas en respuesta a la escasez de alimentos. En el sur de Europa, en Portugal, las tormentas de nieve eran mucho más frecuentes mientras que hoy son raras. Hay informes de fuertes nevadas en los inviernos de 1665, 1744 y 1886.
En contraste con su inicio incierto, existe consenso en que la Pequeña Edad de Hielo terminó a mediados del siglo XIX.

## Evidencia del cambio climático antropogénico
Algunos científicos han propuesto que la deforestación y la agricultura tienen un componente humano en algunos cambios climáticos históricos. Los incendios provocados por el hombre han estado implicados en la transformación de gran parte de Australia de pastizales a desierto. De ser cierto, esto demostraría que las sociedades no industrializadas podrían tener un papel en la influencia del clima regional. La deforestación, la desertificación y la salinización de los suelos pueden haber contribuido o causado otros cambios climáticos a lo largo de la historia de la humanidad.